# Wesley Van Beck
Wesley David Van Beck (Houston, 22 gennaio 1996) è un cestista statunitense.